# Fourchette piercing

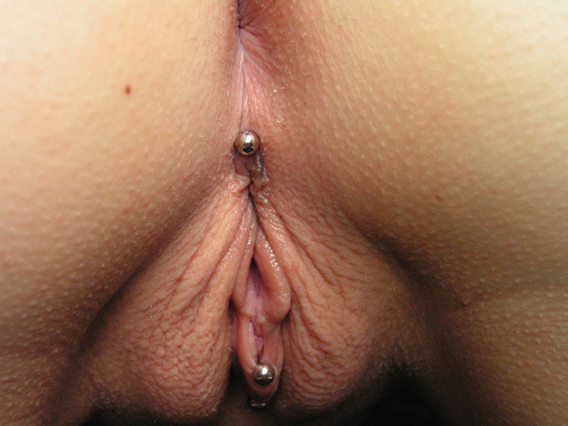
Fourchette

Fourchette je ženský genitální piercing. Jedná se o vertikální piercing, který vstupuje z vnější strany hráze do vnitřní strany poševního vchodu.
Tento piercing se hojí velmi dobře a většinou je již za měsíc zcela zhojený. Prvních 14 dní je vhodné se vyvarovat koupání na veřejných koupalištích a rybnících. Jako šperk se používá banánek, ale je možné použít i činku nebo obyčejný kroužek. V případě činky se obvykle horní kulička skrývá uvnitř vaginy.

## Jak se o piercing starat?
Ošetřování tohoto piercingu je velice snadné. Je k tomu vhodné mýdlo pro intimní hygienu. Velice dobré desinfekční účinky má také moč (vlastní), která je u těchto případů jedním z nejvhodnějších prostředků (a vzhledem k umístění piercingu i nejdostupnějším). Rovněž neškodí vyšší opatrnost při sexu.